# 富新镇 (绵竹市)
富新镇，是中华人民共和国四川省德阳市绵竹市下辖的一个乡镇级行政单位。2019年12月，撤销绵远镇，将其所属行政区域划归富新镇管辖。

## 行政区划
富新镇下辖以下地区：
新民社区、荣华社区、友花村、杜矛村、三合村、文永村、上庵村、九胜村、清狮村、永中村、玉石村、高华村和五里墩村。